# No contest
No contest – unieważnienie walki, głównie bokserskiej (ale też kick-boxerskiej, MMA), która zakończyła się z przyczyn niezależnych od zawodników lub której pierwotny rezultat został uznany za sprzeczny z zasadami sportu.
W zależności od regulaminu, według którego toczy się walka i dyscypliny sportowej, przyczyną uznania walki za nieodbytą może być:
- przerwanie zawodów przez policję (częsty przypadek w czasach, gdy zawodowe pięściarstwo było nielegalne)
- usterka techniczna ringu, oświetlenia, oficjalnego zegara itp., uniemożliwiająca dokończenie walki
- przerwanie zawodów z powodu zmiany pogody (w przypadku ich rozgrywania na wolnym powietrzu)
- kontuzja jednego z zawodników niebędąca rezultatem ciosu rywala (np. przypadkowe zderzenie się głowami, wypadnięcie z ringu)
- ogłoszony po walce pozytywny wynik kontroli antydopingowej jednego[potrzebny przypis] z zawodników
- zastosowanie przez jednego[potrzebny przypis] z zawodników zabronionych substancji natłuszczających ciało
- zastosowanie przez jednego[potrzebny przypis] z zawodników nieregulaminowych rękawic, bandaży i innego sprzętu
- jednoczesne, wzajemne znokautowanie się zawodników
- decyzja sędziego o przerwaniu walki z powodu braku zaangażowania i chęci do jej kontynuowania ze strony obu zawodników
- dyskwalifikacja obu zawodników
- korupcja (np. „ustawienie” wyniku)
- pomyłka sędziego (np. w punktacji).